# گارلیپ
گارلیپ (به آلمانی: Garlipp) یک منطقهٔ مسکونی در آلمان است که در بیسمارک (آلتمارک) واقع شده‌است. گارلیپ ۲۰۱ نفر جمعیت دارد.